# Peter Dennis Mitchell
Peter Dennis Mitchell (Mitcham, 29 settembre 1920 – Bodmin, 10 aprile 1992) è stato un biochimico britannico, vincitore del Premio Nobel per la chimica nel 1978 per la sua scoperta del processo chemiosmotico per la sintesi dell'ATP.

## Biografia
I suoi genitori erano Christopher Gibbs Mitchell, un funzionario, e Kate Beatrice Dorothy, nata Taplin. Studiò al Queen's college di Taunton, ed al Jesus College di Cambridge, dove si specializzò in biochimica. Accettò un posto di ricercatore al Dipartimento di Biochimica di Cambridge, nel 1942, e conseguì un dottorato di ricerca nei primi mesi del 1951 per i suoi lavori sui metodi di azione della penicillina. Nel 1955 fu invitato dal Professor Michael Swann ad allestire un'unità di ricerca biochimica, chiamata Unità di Biologia Chimica, nel dipartimento di zoologia dell'Università di Edimburgo, dove gli fu assegnata una cattedra di docenza nel 1961 e una di lettura nel 1962, benché problemi di salute lo costrinsero al ritiro nel 1963.

## Ricercatore filantropo
Da allora fino al 1965, supervisionò il restauro di una villa in stile Regency, conosciuta come Glynn House, vicino Bodmin, in Cornovaglia, adattandone la maggior parte come laboratorio di ricerca. Lui e la sua precedente collega ricercatrice, Jennifer Moyle, fondarono un'istituzione filantropica, la Glynn research Ltd., per promuovere la ricerca biologica alla Glynn House, e si dedicarono ad un programma di ricerca sulle reazioni chemiosmotiche.
Nel 1978 vinse il Premio Nobel per la chimica "per il suo contributo alla comprensione del trasferimento biologico di energia tramite la formulazione della teoria chemiosmotica."

## Ipotesi chemiosmotica

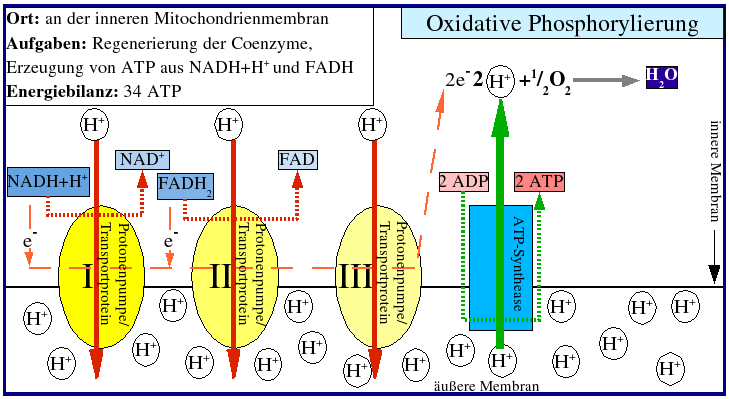
Fosforilazione ossidativa

Negli anni sessanta, era risaputo che l'ATP fosse la riserva di energia delle creature viventi, ma si riteneva che il meccanismo con cui l'ATP venisse creato nei mitocondri fosse la fosforilazione a livello di substrato. La teoria chemiosmotica di Mitchell fu la base per la comprensione dei reali processi della fosforilazione ossidativa, che erano al tempo sconosciuti.
Mitchell si rese conto che il movimento di ioni attraverso il potenziale elettrochimico di membrana potesse fornire l'energia necessaria per la produzione di ATP. La sua ipotesi derivava da informazioni già conosciute negli anni sessanta: era noto che le cellule viventi hanno un potenziale di membrana inverso rispetto all'ambiente circostante. Il movimento di ioni polarizzati attraverso una membrana è quindi affetto da forze elettriche (l'attrazione tra cariche positive e negative). Il loro movimento è condizionato anche da forze termodinamiche, la tendenza delle sostanze a passare da regioni a più alta concentrazione verso quelle con concentrazione minore. Provò quindi che la sintesi dell'ATP era combinata a questo gradiente elettrochimico.
La sua teoria fu confermata dalla scoperta dell'ATP-sintasi, una proteina di membrana che utilizza l'energia del gradiente elettrochimico per generare ATP.